# 実中研
公益財団法人実中研（じっちゅうけん、英語: Central Institute for Experimental Medicine and Life Science）は、日本の民間研究所で、略称はCIEM。実験動物の研究・開発と品質管理により医学研究に貢献することを目的とする。

## 歴史
1952年、野村達次（慶應義塾大学医学部卒、東京大学伝染病研究所研究員を歴任）により創立された。1962年、日本で初めてSPF動物の生産を開始した。1965年には動物生産部門として日本クレア株式会社（CLEA Japan, Inc.）を設立した。1979年、国際実験動物科学会議（International Council for Laboratory Animal Science：ICLAS）により実験動物品質管理のためのモニタリングセンターとして認められた。2011年7月、川崎市宮前区野川から同市川崎区の臨海部（キングスカイフロント）に移転した。
2024年4月1日、「公益財団法人実験動物中央研究所」から「公益財団法人実中研」に名称変更し、英文名もCentral institute for Experimental Animals（CIEA）からCentral Institute for Experimental Medicine and Life Science（CIEM）に変更された。
現在は疾患モデル動物や医学研究用トランスジェニック動物の研究・開発を行っている。